# RS-27A (motor de foguete)

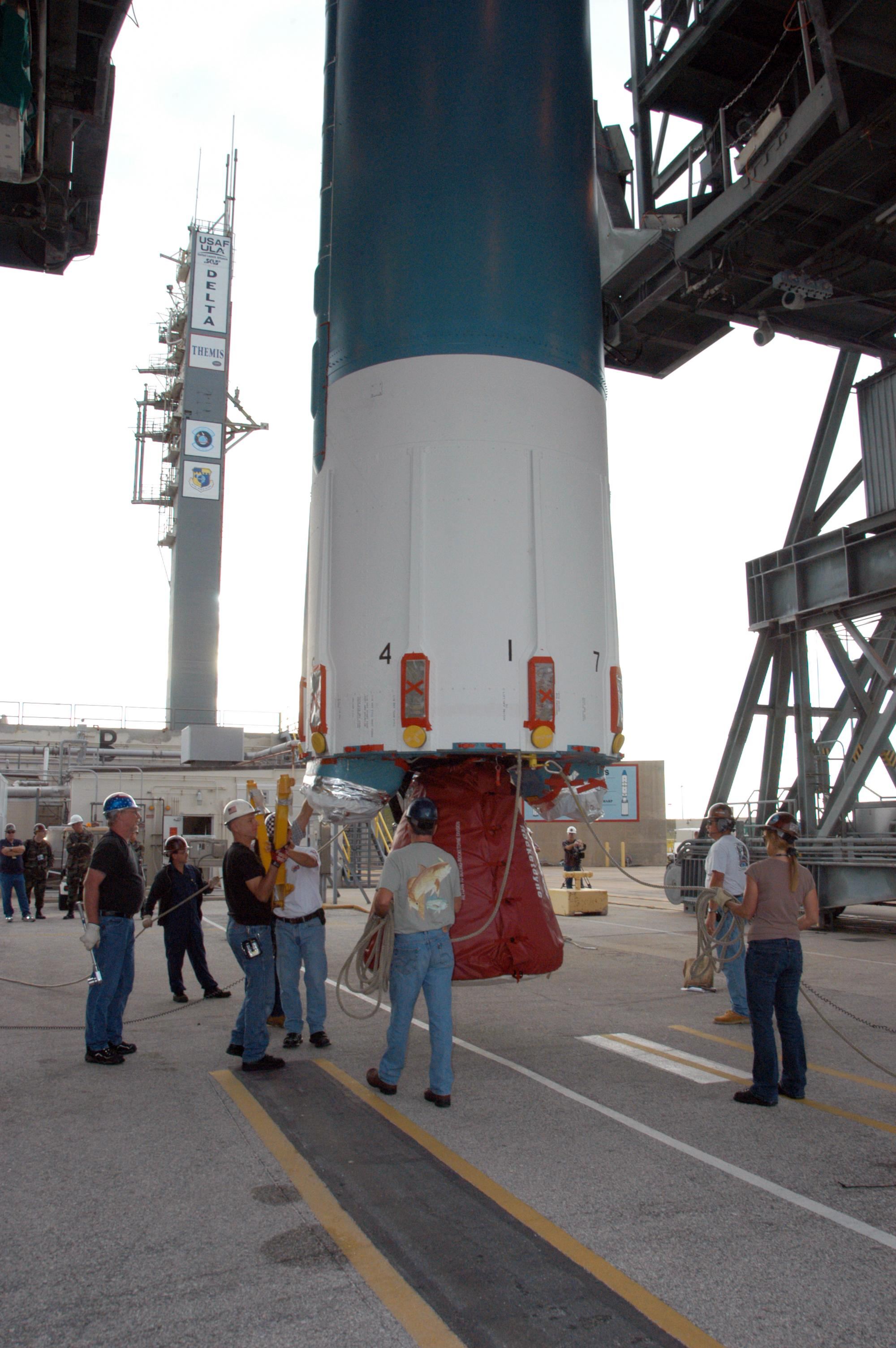
Um motor RS-27A num foguete Delta.

O RS-27A, foi um motor de foguete de alta performance, movido a combustíveis líquidos criogênicos, 
no caso, RP-1 e LOX, que foi usado nos foguetes Delta II.
O RS-27A, introduzido em 1990, foi uma evolução do modelo anterior, o RS-27 construído pela Rocketdyne, reformado e atualizado pela Boeing 
gerava 1.054 kN. Esta variante usava um conjunto de motores Vernier, para o controle de atitude. A sua tubeira, foi aumentada para
garantir maior eficiência em grande altitude.